# Кумарык
Кумарык (каз. Құмарық, до 1993 г. — Подгорное) — аул в Рыскуловском районе Жамбылской области Казахстана. Административный центр Кумарыкского сельского округа. Находится примерно в 24 км к западу от районного центра, села Кулан. Код КАТО — 315041100.

## Население
В 1999 году население аула составляло 2499 человек (1253 мужчины и 1246 женщин). По данным переписи 2009 года, в ауле проживало 2156 человек (1108 мужчин и 1048 женщин).